# Zamarada dolorosa
Zamarada dolorosa är en fjärilsart som beskrevs av Fletcher 1974. Zamarada dolorosa ingår i släktet Zamarada och familjen mätare. Inga underarter finns listade i Catalogue of Life.